# بل ایکس-۲
بل ایکس-۲ (به انگلیسی: Bell X-2) یک هواپیمای تحقیقاتی ایالات متحده بود که برای بررسی جنبه‌های پرواز با سرعت ۲ تا ۳ ماخ ساخته شده بود. بل ایکس-۲ اولین هواپیمایی بود که با سرعت بیش از ۳ ماخ پرواز کرد.